# Neopallene antipoda
Neopallene antipoda là một loài nhện biển trong họ Callipallenidae. Loài này thuộc chi Neopallene. Neopallene antipoda được miêu tả khoa học năm 1954 bởi Stock.